# Farako (Kolondiéba)
Farako è un comune rurale del Mali facente parte del circondario di Kolondiéba, nella regione di Sikasso.
Il comune è composto da 13 nuclei abitati:
- Digan
- Fangouan
- Farafing
- Farako
- Fatou
- Finiko
- Foutiré
- Gourouko
- Kâh
- N'Godiarala
- Néguépié
- Soronko
- Tienko